# 孙廉
孙廉（?—?），字思约，东莞郡莒县人（今山东省莒县）人，南朝齐、南朝梁政治人物。孙谦从子。
南齐时历任县令，官至尚书右丞。梁武帝天监初年，孙廉倾意结交朝贵沈约、范云及中书舍人黄睦之等。天天进献美肴，都是他亲自煎调，不辞劳苦。于是得升至列卿，时人讥笑他不计耻辱，巴结权贵，以取名位。历任御史中丞、晋陵郡、吴兴郡太守。但是他为官平直，以善政著称。梁武帝常说：“东莞二孙，谦、廉而已。”